# Clifford Smith
Clifford Smith, o Cliff Smith, (Richmond, 22 agosto 1894 – Los Angeles, 17 settembre 1937), è stato un regista, attore e produttore cinematografico statunitense.
Era conosciuto anche con il nome Clifford S. Smith.

## Biografia
Nato nell'Indiana, si specializzò nel genere western. Iniziò la sua carriera cinematografica come attore nel 1912, in The Deserter, un film di Thomas H. Ince.
Nella sua carriera, diresse quasi novanta film, facendo anche l'aiuto regista. Negli anni venti lavorò anche come sceneggiatore e produttore.

## Filmografia

### Regista
- The Roughneck, co-regia di William S. Hart (1915)
- The Taking of Luke McVane (1915)
- The Disciple, co-regia di William S. Hart (1915)
- Hell's Hinges, co-regia di Charles Swickard e, non accreditato, William S. Hart (1916)
- The Aryan, co-regia Reginald Barker e William S. Hart (1916)
- June Madness, co-regia di Hobart Henley (1917)
- The Cold Deck, co-regia di William S. Hart (1917)
- The Learnin' of Jim Benton (1917)

- The Law's Outlaw
- Keith of the Border
- Faith Endurin' (1918)
- Untamed (1918)
- Man of Might, co-regia di William Duncan - serial (1919)
- The Lone Hand (1920)
- Tre dollari d'oro (3 Gold Coins) (1920)
- The Girl Who Dared (1920)
- Wild Bill Hickok (1923)
- Ridgeway of Montana (1924)
- The Red Rider (1925)
- I predoni del West (Open Range) (1927)

### Aiuto regista
- The Return of Draw Egan, regia di William S. Hart (1916)

### Attore
- The Deserter, regia di Thomas H. Ince (1912)

- Il sergente di ferro (Les Miserables), regia di Richard Boleslawski (1935)

- Sotto due bandiere (Under Two Flags), regia di Frank Lloyd (1936)